# Porcelaine dure

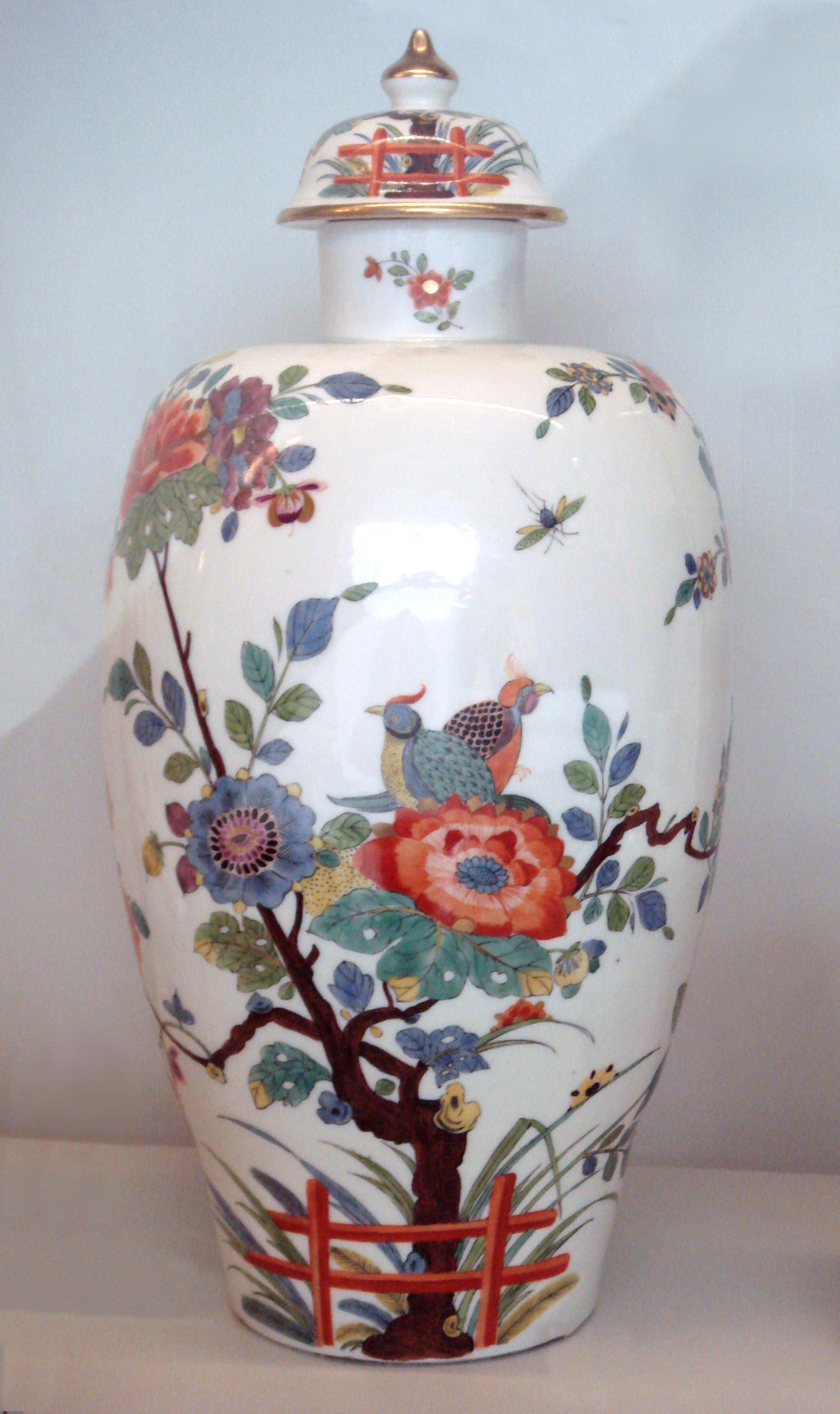
Vase en porcelaine dure, Meissen vers 1735, musée des arts décoratifs, Paris

La porcelaine dure  est un matériau céramique produit initialement à partir d'un composé de pétunsé (en), de feldspath et de kaolin cuit à très haute température. Les experts chinois considèrent que les premières porcelaines dures apparaissent en Chine autour du IIe siècle (dynastie des Han de l'Est.)

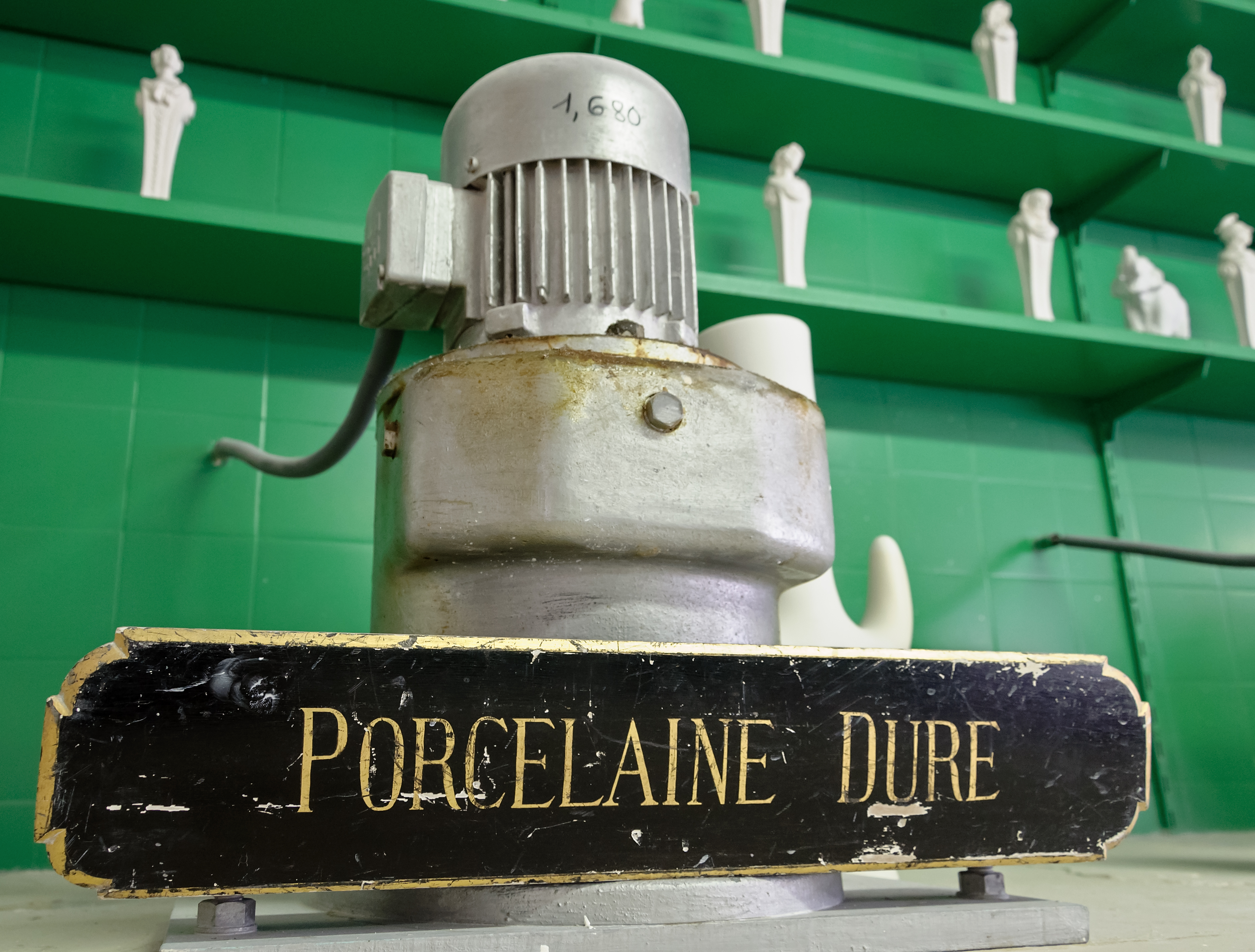
Porcelaine dure dans un atelier de la manufacture nationale de Sèvres

Historiquement, le terme porcelaine dure se réfère aux porcelaines d'Asie préparées à partir de ces matières premières. Le secret de leur fabrication n'était pas connu en Europe jusqu'en 1709, lorsque Johann Friedrich Böttger de  Meissen, Allemagne découvrit un gisement de kaolin connu en Occident et put grâce à lui produire une pâte dure équivalente à celle des porcelaines orientales.
Malgré les tentatives pour garder la formule secrète, elle se propagea à d'autres manufactures de céramique allemandes avant de se diffuser dans toute l'Europe.
Elle est connue sous l'appellation porcelaine allemande jusqu'à ce qu'Alexandre Brongniart, directeur de la manufacture de Sèvres, ne standardise, après 1800, la composition de cette céramique exceptionnellement dure.